# Bembidion planatum
Bembidion planatum är en skalbaggsart som beskrevs av Leconte 1848. Bembidion planatum ingår i släktet Bembidion och familjen jordlöpare. Inga underarter finns listade i Catalogue of Life.

## Bildgalleri

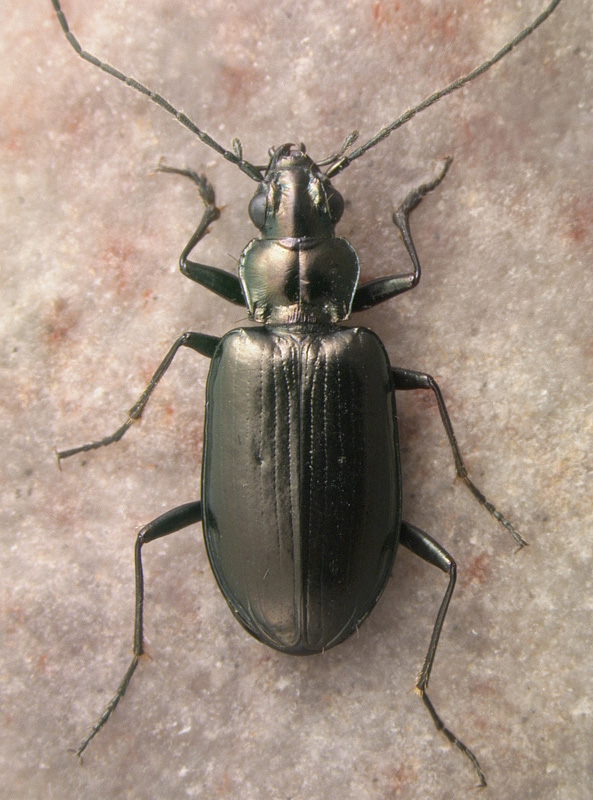